# Předenice
Předenice település Csehországban, a Dél-plzeňi járásban. Předenice Čižice, Dolní Lukavice, Nebílovy, Netunice és Útušice településekkel határos. Lakosainak száma 263 fő (2024. január 1.).

## Népesség
A település lakosságának változását az alábbi diagram mutatja:
| Lakosok száma | 260  | 295  | 292  | 250  | 190  | 208  | 225  | 234  | 257  | 263  |
|               | 1869 | 1900 | 1921 | 1961 | 1980 | 2011 | 2016 | 2019 | 2021 | 2024 |